# Gomphocarpus semilunatus
Gomphocarpus semilunatus là một loài thực vật có hoa trong họ La bố ma. Loài này được A.Rich. mô tả khoa học đầu tiên năm 1850.